# Hemigrammus maxillaris
Hemigrammus maxillaris är en fiskart som först beskrevs av Fowler 1932.  Hemigrammus maxillaris ingår i släktet Hemigrammus och familjen Characidae. Inga underarter finns listade i Catalogue of Life.